# Joseph Murphy
Joseph Murphy (* 16. srpna 1968 Cork) je irský římskokatolický kněz a podsekretář sekce pro diplomatický personál Státního sekretariátu.

## Život
Narodil se 16. srpna 1968 v Corku. Dne 11. července 1993 byl vysvěcen na kněze. Studoval na Papežské irské koleji a Papežské francouzské koleji. Na Papežské univerzitě Gregoriana získal doktorát z teologie. Dne 1. října 1997 vstoupil do diplomatických služeb Svatého stolce a to do sekce pro všeobecné záležitosti Státního sekretariátu. Roku 2002 se stal osobním sekretářem kardinála Angela Sodana.
Roku 2003 mu papež Jan Pavel II. udělil titul Kaplana Jeho Svatosti. Dne 15. září 2006 byl předělen do sekce pro vztahy se státy. Dne 15. ledna 2008 se stal duchovním asistentem Associazione Santi Pietro e Paolo. Dne 22. března 2018 jej papež František jmenoval vedoucím protokolu Státního sekretariátu.
Dne 29. června 2018 mu byl udělen titul Prelát Jeho Svatosti.
Dne 14. září 2023 jej papež František jmenován podsekretářem sekce pro diplomatický personál.